# Imagine Earth
Imagine Earth ist ein Echtzeit-Aufbauspiel, das in einem Science-Fiction Setting ansiedelt ist. Das Spiel wurde vom deutschen Indie-Studio Serious Brothers entwickelt und wird über die Plattformen Steam und GOG auf PC vertrieben. Im Juli 2021 folgten außerdem Versionen für Xbox One und Xbox Series X/S.

## Handlung
Nachdem die Erde von den Menschen heruntergewirtschaftet wurde und nicht mehr bewohnbar ist, hat sich die Menschheit aufgemacht, um weitere bewohnbare Planeten zu finden und diese zu besiedeln. Dabei gibt es verschiedene Akteure, von denen einige ausschließlich aus Profitgier handeln und auch die Lebensräume der neuen Planeten zerstören.

## Spielprinzip und Technik
In Imagine Earth muss der Spieler neue Planeten kolonialisieren und dabei profitable Kolonien errichten. Der Spieler vergrößert seine Kolonien immer weiter und schaltet dabei neue Technologien frei, die es ihm ermöglichen neue Gebäudearten zu bauen oder neue Verbesserungen für bestehende Gebäude anzuwenden. Der Spieler wird dabei durch Naturkatastrophen, wie Waldbrände oder Meteoritenabstürze, aber auch durch computergesteuerte Gegenspieler und Ureinwohner des Planeten vor weitere Herausforderungen gestellt.
Das Spiel ist auf wirtschaftlichen Wettkampf ausgelegt und bietet nur wenige Möglichkeiten, gegnerische Spieler anzugreifen. Dafür muss der Spieler möglichst gut wirtschaften und die ihm zur Verfügung stehenden fossilen und nachwachsenden Ressourcen möglichst effizient einsetzen. Dabei muss der Spieler jedoch stets das Gleichgewicht zwischen Wachstum und Umweltschutz einhalten, sonst setzt ein fortschreitender Klimawandel ein, der das Risiko gewisser Naturkatastrophen erhöht und schlussendlich auf dem Planeten zum Ökozid führt.

## Entwicklungs- und Veröffentlichungsgeschichte
Das Spiel wurde anfangs als Nebenprojekt während des Studiums der beiden Entwickler entwickelt, bevor diese im Jahr 2014, vor der Early Access Veröffentlichung das Studio Serious Brothers gründeten. Am 20. Mai 2014 wurde das Spiel im Early Access für Windows veröffentlicht. Die Veröffentlichung des fertigen Spiels erfolgte am 25. Mai 2021. Eine Veröffentlichung für die Xbox One und Series X/S folgte am 9. Juli 2021.
Die Entwickler möchten mit ihrem Spiel auf die Profitorientierung im Kapitalismus und die damit verbundene fortschreitende Zerstörung unseres Planten aufmerksam machen.

## Rezeption
- Serious Games Award 2009 – Gewinner in der Kategorie „Best Persuasive Game“[6]
- Intel Level Up Award 2012 – Gewinner in der Kategorie „Beste Simulation“[7]
- Goldener Spatz 2015 – Gewinner in der Kategorie „Bestes IndieGame4Kids“[8]
- Deutscher Computerspielpreis 2022 als „Bestes Expertenspiel“[9]